# جون بي. بوكانان
جون بي. بوكانان هو سياسي أمريكي، ولد في 4 أكتوبر 1847 في فرانكلين في الولايات المتحدة، وتوفي في 14 مايو 1930 في مورفريسبورو في الولايات المتحدة. نشط حزبياً في الحزب الديمقراطي. وقد انتخب عضو مجلس نواب تينيسي ‏ وانتخب حاكم تينيسي ‏.